# Манастир Грачаница
Манастир Грачаница је српски православни манастир који се налази у Грачаници, удаљеној 10  од Приштине. Припада Рашко-призренској епархији, у саставу Српске православне цркве. На месту старијег манастира, првобитног седишта Липљанске епископије, српски краљ Стефан Урош II Милутин (1282—1321) је око 1315. године саградио нови (данашњи) храм, посвећен Успењу Пресвете Богородице.
Манастир је 1990. године проглашен за споменик културе од изузетног значаја, а 13. јула 2006. стављен је на Унескову листу Светске баштине под називом Средњовековни споменици на Косову, који су део списка угрожених места Светске баштине.

## Прошлост манастира
Манастир Св. Богородице у јужној Србији, на левој обали реке Грачанке, деснe притоке Ситнице, јужно од Приштине на Косову и Метохији, задужбина је српског краља Милутина, његове жене Симониде и сина Стефана. Подигнут је 1315—1321. године и обдарен богатим поклонима, како у имању тако и у повластицама. Нова црква је подигнута на месту старе цркве у којој је била столица Липљанске епархије. Управо по манастиру Грачаници, ова епархија је понекад називана и Грачаничком.
Време 14. и 15. века био је период велике духовне славе манастира. У Грачаници је живело стотине монаха који су развили веома значајну духовну и уметничку делатност.
Средином 15. века, област око манастира Грачанице потпала је под османску власт, након чега је укључена у састав Вучитрнског санџака. Све до краја 17. века, манастир је и даље био средиште српске православне Липљанске епархије, која се по свом седишту и даље називала и Грачаничком. У манастиру је 1539. године основана српска ћириличка Грачаничка штампарија, у којој је приређен чувени Грачанички октоих.
Крајем 17. и почетком 18. века, манастир је био похаран, а потом је услед великих турских зулума дошло до привременог гашења монашке обитељи услед чега је грачаничка црква служила за парохијске потребе. Упркос настојањима да се првобитна функција манастира трајно обнови, временом је дошло до гашења посебне Липљаснке епархије, која је прикључена суседној Призренској епархији, а један од последњих липљанских, односно грачаничких митрополита Василије Јовановић-Бркић (1756—1758) изабран је 1763. године за српског патријарха.
У време великих сеоба Срба крајем 17. и током прве половине 18. века, на ширем простору око манастира Грачанице дошло је до знатних демографских промена. Око 1759. године Грачаница је већ била чисто арнаутско место, без иједног Србина. Они су се много раније склонили одатле, а Арнаути су уништили сваки помен на њих. Турци су били малобројнији. Међутим средином 18. века завладала је епидемија болести, због које су масовно умирали мештани Арнаути. Због те недаће остали су се иселили, а у опет напуштену Грачаницу, село око манастира вратили су се Срби из околине. Мештанин „Ђак Риста” је био први свештеник у Грачаници после више векова и он је прву службу у манастирској цркви обавио.
Манастир је децембра 1893. године посетио Милојко В. Веселиновић и затекао његово незавидно стање. У порти су тада три конака, један мутвак (кухиња) и неколико кошева. Испред великих западних црквених врата било је сеоско гробље. Једини калуђер био је старац Агатангел — онемоћао човек који се ту скрасио четрдесет година раније. Службу у знаменитој манастирској цркви обављала су три сеоска свештеника. Лик Симонидин био је неоштећен, блистав. У десном олтару над зазиданим вратима скоро по целом зиду био је исписан текст Милутинове хрисовуље, дате манастиру. Пет црквених кубета била су од давнина покривена оловом, али тада се могао видети само плех. Било је то због Јашар-паше који је око 1820. године скинуо и узео олово за своје потребе. Године 1874. добио је манастир султанов ферман да може цркве покрити плехом, на чијем је месту до тада била ћерамида. Том приликом су били постављени и гвоздени крстови на кубетима. Током 1895. године нови игуман манастира Гедеон Марић путовао је по српству и скупљао прилоге за манастирску обнову.
Почетком 1920-тих није било службе на Видовдан јер "нико није долазио". Извештава се да су неке фреске прекречене или омалтерисане; да је постављен нов под, од мермерних плоча из једног приштинског амама и да је исписано или урезано много имена посетитеља.
Одбор за обнову манастира Грачанице и подизање маузолеја и Храма славе на Косову, изводио је радове од 1937, а постављена је нова камена ограда и нови манастирски конак итд. Двориште је проширено. Велики радови су завршени почетком 1941.
Током Другог светског рата Манастир Грачаницу су опљачкали Албанци. После Другог светског рата, манастир су обновиле монахиње и од тада он служи као женски манастир. Данас у њему живи 20-так сестара које се баве иконописањем, везом, пољопривредом и другим монашким послушањима.
Након рата на Косову и Метохији и НАТО 1999. године у манастир Грачаницу је пренето седиште епископа рашко-призренског који је морао да напусти Призрен. Манастир је постао не само духовно већ и национално и политичко средиште српског народа овог краја. У њему се свакодневно организују бројни скупови и састанци са међународним представницима са циљем да се обезбеди опстанак и живот српског народа на Косову и Метохији. Игуманија манастира до 2023. била је Теодора Жарковић.

## Старешине манастира
- Игуманија Татијана, (1955—1990).[19]
- Ефросинија (Јеремић), (1990—2018).[20]
- Стефанида (Главчић), (2018—2020).[21]
- Теодора (Жарковић), (2020—2023).[22]

## Манастирска црква
Манастир Грачаница је један од најзначајнијих споменика средњевековне српске културе. Црква је од тесаног камена положеног у редове двојних и тројних редова опека и има три апсиде и пет кубета са основом уписаног крста, те као таква припада групи прворазредних архитектонских остварења свога времена. Изведена је у српско-византијском стилу и врло је складних сразмера. Спољна припрата је саграђена у крајем 14. века у време владавине кнеза Лазара.

## Живопис
У цркви се налазе фреске које приказују родослов династије Немањића, копија из манастира Дечана, затим лик краљице Симониде, пете супруге краља Милутина и кћери ромејског цара Андроника II.
У 16. веку припрата је живописана фрескама. Михајло и Евтихије, познати сликари из Солуна завршили су фреске у главној цркви до 1321. Небеска литургија, пророци и еванђелисти су насликани на главној куполи испод фреске Христа Пантократора док се на зидовима наоса могу видети циклуси Великих Празника, Христовог страдања, чуда, прича, Христовог Роджества и Васкрсења, призори из живота Богородице, Св. Николе и Календар светих. Призори који приказују Евхаристију као и старозаветни мотиви налазе се у олтару. Св. Краљ Милутин и његова супруга краљица Симонида, ромејска принцеза, приказани су у средишем луку као владари којима сам Господ даје власт преко анђела који на њихове главе спуштају круне. Немањићко родословно стабло и Страшни суд су насликани у предњем делу наоса док су и ван припрате сачувани фрагменти фресака из 14. века. Поред осталих фресака значајни су циклуси Васељенских сабора, Акатиста Пресвете Богородице и Рођења Господњег.
На зидовима ове цркве такође се могу наћи и портрети поглавара Српске православне цркве као и погребна сцена грачаничког митрополита Дионисија. Грачаничка ризница је уништена у пожарима 1379. и 1383. У манастиру се и данас чува збирка старих икона, међу којима је значајна икона Христа Милостивог из 14. века која је јединствена по својим димензијама (269  x 139 ). На манастиру је до сада урађено више градитељских и сликарских конзерваторских радова.

## Светска баштина
Овај манастир се налази на списку Унескове Светске баштине заједно са још три манастира СПЦ под именом Средњовековни споменици на Косову, а од 2006. године се налази и на Унесковом списку угрожених места Светске баштине.

## Галерија
- Источна страна
- Краљица Симонида.
- Краљица мајка Јелена као монахиња, и Стефан Урош као монах.
- Страшни суд, нартекс
- Источна фасада
- Страшни суд, детаљ, Свети Петар уводи праведнике у рај
- Страшни суд, детаљ, рај
- Крштење Христово

### Спољни изглед
- Поглед на цркву јужни
- Куполе
- Панорамски поглед манастира и околине
- Поглед дроном са истока
- Поглед спреда на горњу конструкцију
- Западно прочеље
- Врата манастирског комплекса
- Јужни портал
- Поглед са североистока
- Јужни део горње конструкције
- Поглед са јужне стране
- Поглед са југоистока

### Унутрашњост
- Спољна припрата
- Спољна припрата, северни део
- Унутрашњост цркве
- Поглед на наос одозго
- Наос
- Северна певница
- Јужни горњи ниво
- Јужни брод
- Југоисточни угао, јужни брод
- Југоисточни брод
- Олтарски простор

### Иконостас
- Иконостас
- Иконостасна врата
- Икона Христа
- Икона Богородице
- Крст, иконостас

### Живопис
- Христос Пантократор, главна купола
- Небеска литургија, главна купола
- Небеска литургија, главна купола
- Лоза Немањића
- Прича о мудрим девојкама, под куполом, на истоку
- Аврамова жртва
- Арханђел Гаврило
- Успење Богородице, наос западни зид
- Успење Богородице, детаљ
- Крштење Христово, егзонартекс
- Христос пред Кајафом
- Христос пред Пилатом
- Страшни суд, детаљ, припрата
- Христос, Страшни суд, припрата
- Страшни суд, детаљ, припрата
- Страшни суд, детаљ, припрата
- Причешће апостола хлебом
- Причешће апостола вином
- Силазак у ад, детаљ, испод куполе, исток
- Силазак у ад, детаљ, испод куполе, исток
- Христа и два анђела са крунама
- Краљ Милутин
- Краљ Милутин, детаљ са црквом
- Краљ Милутин
- Краљица Симонида
- Богородица, јужни брод
- Богородица, јужна капела
- Петар рече – Ти си син Божији
- Петрово одрицање
- Пророк Јелисеј, главна купола
- Пророк Јеремија, главна купола
- Пророк Михеј, главна купола
- Пророк Софоније, главна купола
- Краљица Јелена као монахиња и краљ Урош као монах (постхумно монаштво), припрата
- Свети Павле, спољна припрата
- Свети Петар, спољна припрата
- Артемије и Никита, јужни брод
- Свети Јефрем (Сиријски), Свети Павле Тивејски, Свети Сава Јерусалимски, Свети Јован Лесвичник и Свети Атанасије Атински, јужни параклис
- Свети Евстатије и Меркурије
- Свети Јевстатије Солунски, северна капела
- Јован Претеча, северна капела
- Јован Претеча, северна капела
- Свети Меркурије
- Свети Нестор и Прокопије, северни брод
- Свети Никола
- Свети Никита, јужни брод
- Света Петка и Марина
- Свети Сава српски, Константин и Јелена
- Свете Текле и Јефимије
- Света Текла, Јефимија, Недеља, Варвара, Евстатије и Меркурије

## Документарни филм
- Грачаница... од злата јабука, документарни ТВ филм серијала „Сведоци векова“ снимљен је 1989. године према сценарију Др Бранислава Тодића и Петра Савковића у режији Милана Кнежевића, музику је компоновао Зоран Христић, у продукцији РТБ-а.[24]